# Георгиевка (Днепропетровская область)
Гео́ргиевка (укр. Георгіївка) — село,
Раевский сельский совет,
Синельниковский район,
Днепропетровская область,
Украина.
Код КОАТУУ — 1224887104. Население по переписи 2001 года составляло 194 человека.

## Географическое положение
Село Георгиевка находится в 1,5 км от села Раевка и в 2,5 км от города Синельниково.
По селу протекает пересыхающий ручей с запрудой.
Рядом проходят автомобильная дорога Т-0401 и
железная дорога, станция Синельниково 2 в 4-х км.